# Oberneukirchen (Autriche)
Pour les articles homonymes, voir Oberneukirchen.
Oberneukirchen est une commune autrichienne du district d'Urfahr-Umgebung en Haute-Autriche.